# Cephalaria procera
Cephalaria procera är en tvåhjärtbladig växtart som beskrevs av Fisch. och Avt-lall. Cephalaria procera ingår i släktet jätteväddar, och familjen Dipsacaceae. Inga underarter finns listade i Catalogue of Life.